# Augustinians FC
L'Augustinians Football Club és un club gambià de futbol de la ciutat de Banjul.
Va ser fundat el 1940 i el 1966 guanyà la seva primera lliga independent.

## Palmarès
- Lliga gambiana de futbol: [3]
  - 1966, 1967, 1987

- Copa gambiana de futbol: [4]
  - 1961-62, 1967-68